# Erica arenaria
Erica arenaria är en ljungväxtart som beskrevs av Harriet Margaret Louisa Bolus. Erica arenaria ingår i släktet klockljungssläktet, och familjen ljungväxter. Inga underarter finns listade i Catalogue of Life.